# Micropterix igaloensis
Micropterix igaloensis là một loài bướm đêm thuộc họ Micropterigidae. Nó được Amsel miêu tả năm 1951. Nó là loài duy nhất được tìm thấy ở Montenegro.
Chiều dài cánh trước là khoảng 4 mm.

## Hình ảnh

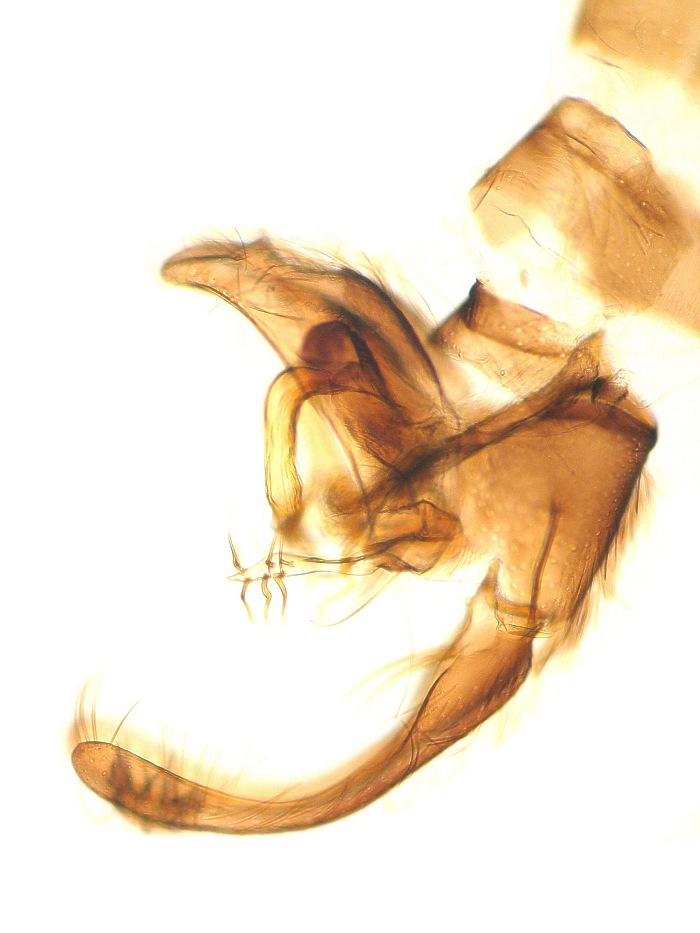
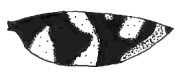